# Bolyki Brothers
A Bolyki Brothers Magyarország egyik legjelentősebb a cappella együttese. Több mint húsz éve dolgoznak együtt, és a komolyzene, a pop, valamint a dzsesszvilág is számon tartja, és értékeli munkájukat.

## Története
A cappella együttesként először húsz éve léptek színpadra egy németországi fesztiválon. Az akkoriban a Zeneakadémián és a Bartók Konzervatóriumban hangszeres tanulmányaikat végző testvérek az éneklést amolyan tréfás zenei kirándulásnak tartották. A német szervezők viszont egyáltalán nem: a következő években mintegy száz koncertet adtak Németország szerte. Eközben Magyarországon is egyre népszerűbbek lettek, telt házas koncerteket adtak többek közt a Millenáris Teátrumban, a Zeneakadémián, a Kongresszusi Központban, a Művészetek Palotájában és a Budapest Sportarénában.

## Fellépései

### Hazánkban
Univerzális zenei nyelvezetükre jellemző, hogy amellett, hogy szívesen látott vendégei televíziós show-műsoroknak, dzsesszfesztiváloknak és stadionokban rendezett könnyűzenei koncerteknek, hatalmas sikerrel lépnek föl egyházzenei rendezvényeken éppúgy, mint a Bartók Rádió élő műsoraiban, vagy olyan rangos zenei eseményeken, mint a Budapesti Tavaszi Fesztivál, a Miskolci Nemzetközi Operafesztivál és a Kaposvári Nemzetközi Kamarazenei Fesztivál.

### Külföldön
A Bolyki Brothers nemzetközi szinten is egyre ismertebb lett. Rendszeresen fölléptek Európa legkiemelkedőbb dzsessz-, a cappella és gospel rendezvényein. Az igazi áttörést a 2005-ös grazi Vokal Total Nemzetközi A Cappella Verseny hozta számukra, ahol a Bolyki Brothers dzsessz kategóriában első helyet, gospel kategóriában második helyet szerzett, és elnyerte a szervezők aranydiplomáját, valamint a közönségdíjakat is. Ezzel a Bolyki Brothers a verseny történetének legeredményesebb együttese lett.
A Bolyki Brothers föllépett Európa legfontosabb dzsessz- és a cappella fesztiváljain (Bécs, Graz, Milánó, Amszterdam, Belgrád, Ljubljana, München stb.), énekelt a több száz éves párizsi Saint-Sulpice katedrális patinás falai közt, és két alkalommal vett részt a ProChrist-en, Európa legnagyobb evangelizációs rendezvényén (2005 München, 2009 Chemnitz). A chemnitzi sportarénában tízezres hallgatóság előtt énekeltek, műsorukat pedig műholdas közvetítés útján százezres tömeg nézte élőben Európa-szerte.
2007-ben egy hónapos amerikai turnén vettek részt, ahol 25 koncertet adtak különböző gospel szentélyekben Philadelphiától Orlandoig, de felléptek az amerikai show biznisz egyik fellegvárában, Disneyland-ben is. 2008 nyarán meghívást kaptak Kínába, ahol többek közt a telt házas Shanghai Concert Hall közönségét kápráztatták el műsorukkal.
Olyan világsztárokkal dolgoztak együtt, mint a világhírű gitárművész Al Di Meola, vagy a Holmes Brothers, akik több alkalommal voltak az év blues együttese az USA-ban.
Amerika legnagyobb gospelkiadója (Daywind Records) felkérésére részt vettek a legendás Ira Stanphill emlékalbumának elkészítésében is. Olyan művészekkel szerepeltek együtt, mint a The Cathedral Singers és az azóta elhunyt  Johnny Cash.
Az együtteshez 2008-ban csatlakozott Havas Lajos, aki szakmai tudásával és emberi karakterével is kiválóan helyt áll a Bolyki Brothers világszínvonalú munkájában.

## Lemezei
- 2002. The Fruit of the Spirit
- 2003. Hová mész te kisnyulacska?
- 2009. Power

## Tagjai
Az együttes tagjai képzett zenészek. Brácsa, klarinét, és pozan szakon végeztek, és aktív résztvevői a nemzetközi komolyzenei életnek is. A tagok dolgoznak a Budapesti Fesztiválzenekarban, az Esterházy Ensemble-ben (Bécs), az Erkel Ferenc Kamarazenekarban (Budapest) és a Back II Black zenekarban. Komolyzenei végzettségük állandó frissességben tartja – egy nemzetközi zsűri által önálló műfajként aposztrofált – művészetüket.
- Bolyki András – bariton
- Havas Lajos – tenor
- Bolyki György – tenor
- Bolyki László – basszus
- Bolyki Balázs – kontratenor

## Külső hivatkozások
- A Bolyki Brothers honlapja
- Az Esterházy Ensemble honlapja